# Chim nghệ ngực vàng
Chim nghệ ngực vàng hay chim nghệ thường (danh pháp hai phần: Aegithina tiphia) là một loại chim dạng sẻ thuộc họ Chim nghệ sống Ấn Độ, Pakistan, Sri Lanka và Đông Nam Á. Như tên gọi của nó, chim nghệ này có ngực màu vàng củ nghệ, cánh có sọc xanh và trắng. Thức ăn của chúng là các loại côn trùng nhỏ. Chúng sống ở rừng rậm. Mỗi lứa chim mái đẻ 2-4 trứng màu trắng hơi xanh.

## Phân loài
- A. t. multicolor (Gmeli J.F., 1789): Tây nam Ấn Độ và Sri Lanka.
- A. t. deignani Hall B.P., 1957: Đông và nam Ấn Độ, trung và bắc Myanmar.
- A. t. humei Baker E.C.S, 1922: Trung Ấn Độ bán đảo.
- A. t. tiphia (Linnaeus, 1758): Bắc Ấn Độ tới tây Myanmar.
- A. t. septentrionalis Koelz, 1939: Tây bắc Himalaya.
- A. t. philipi Oustalet, 1886: trung nam Trung Quốc, đông Myanmar, bắc Thái Lan, bắc và trung Đông Dương.
- A. t. cambodiana Hall B.P., 1957: Đông nam Thái Lan, Campuchia và nam Việt Nam.
- A. t. horizoptera Oberholser, 1912: Đông nam Myanmar, tây nam Thái Lan, bán đảo Mã Lai, Sumatra và các đảo cận kề.
- A. t. scapularis (Horsfield, 1821): Java và Bali.
- A. t. viridis (Bonaparte, 1850): Trung và nam Borneo.
- A. t. aequanimis Bangs, 1922: Bắc Borneo và tây Philippines.